# Rokin
Rokin è un'importante strada di Amsterdam, che comincia in Muntplein e termina a Piazza Dam.
Il Rokin in origine era parte del fiume Amstel ed era conosciuta allora come Ruck-in (da inrukken, che significa 'ritirarsi') a causa del fatto che alcune delle case sull'Amstel erano state ridotte per costruire le banchine nel XVI secolo.
Durante la costruzione della metropolitana, gli archeologi hanno scavato fino a una profondità di circa 20 metri al di sotto del Rokin trovando diversi reperti archeologici risalenti al periodo precedente la fondazione della città. Durante i lavori la Mirakelkolom, una colonna di pietra fatta con i resti dell'Heilige Stede (una cappella costruita per commemorare il Miracolo dell'ostia), è stata temporaneamente rimossa.